# Koryto řeky Ostravice
Koryto řeky Ostravice, nebo celým názvem přírodní památka Koryto řeky Ostravice, je přírodní památka na řece Ostravice poblíž obce Ostravice v okrese Frýdek-Místek. Chráněné území leží v Lysohorské hornatině v Moravskoslezském kraji a spravuje jej Krajský úřad Moravskoslezského kraje.

## Předmět ochrany
Důvodem ochrany je jediné místo, kde je ve větším rozsahu trvale odkryt tektonický styk těšínsko-hradišťského souvrství a frýdeckých vrstev. Lokalita je názorným příkladem tektonického styku souvrství. Je ojedinělá jak rozsahem, tak přístupností.

## Další informace
Přes přírodní památku Koryto řeky Ostravice vedou cyklostezky 46, 59 a 6007 a turistické trasa značená modře a Liščí stezka.